# Klub Wioślarski z roku 1930

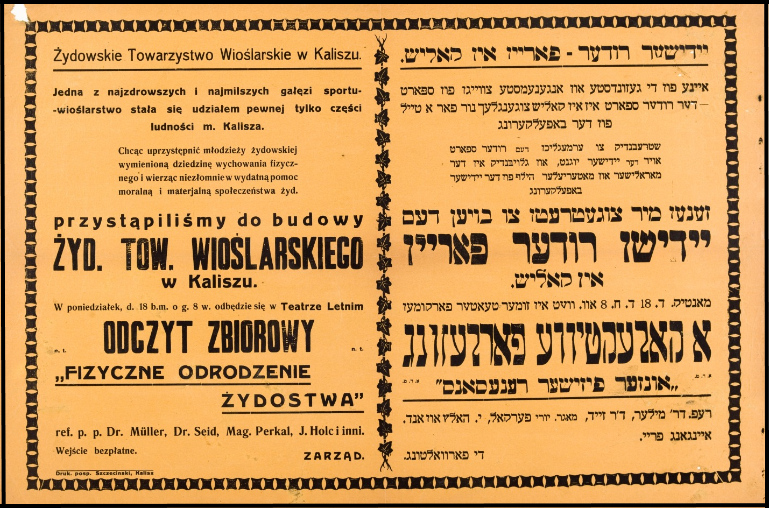
Plakat o założeniu klubu

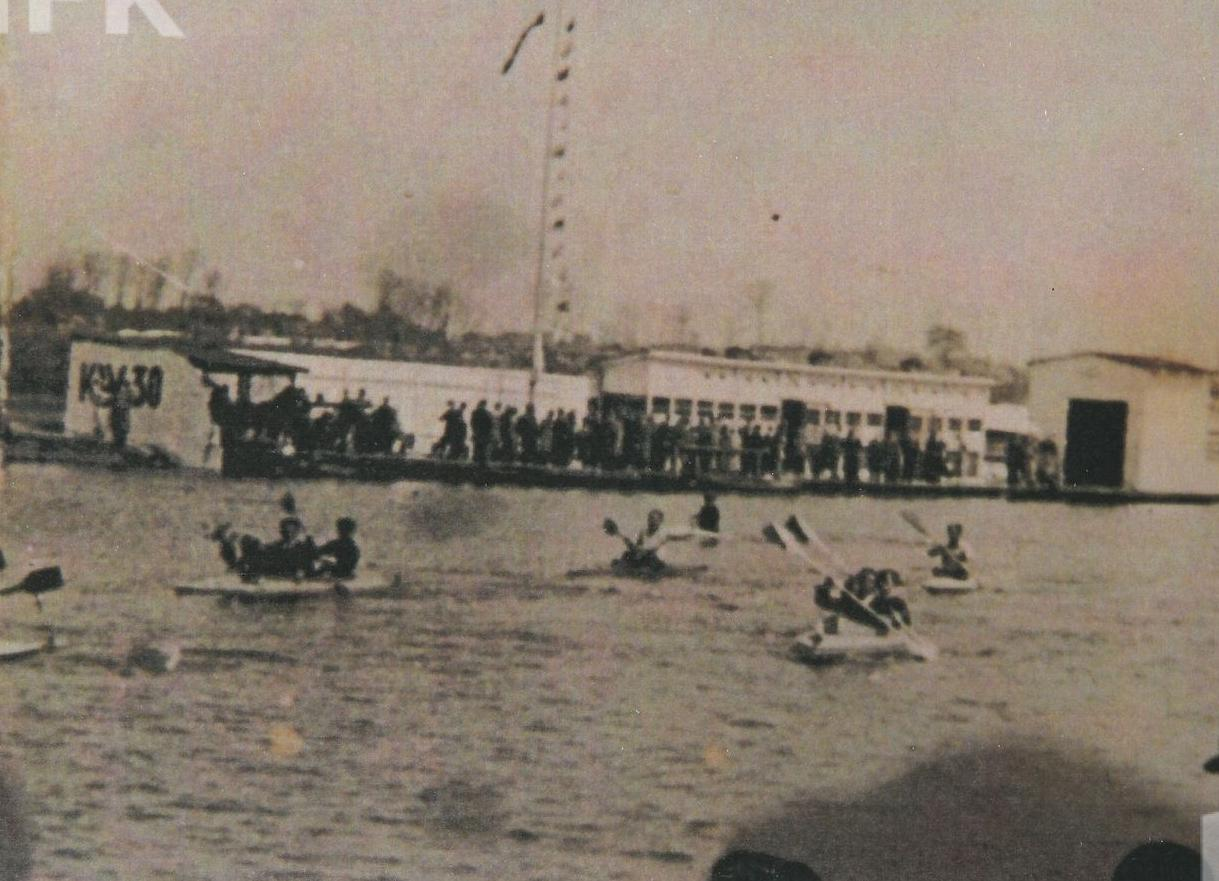
Przystań klubu

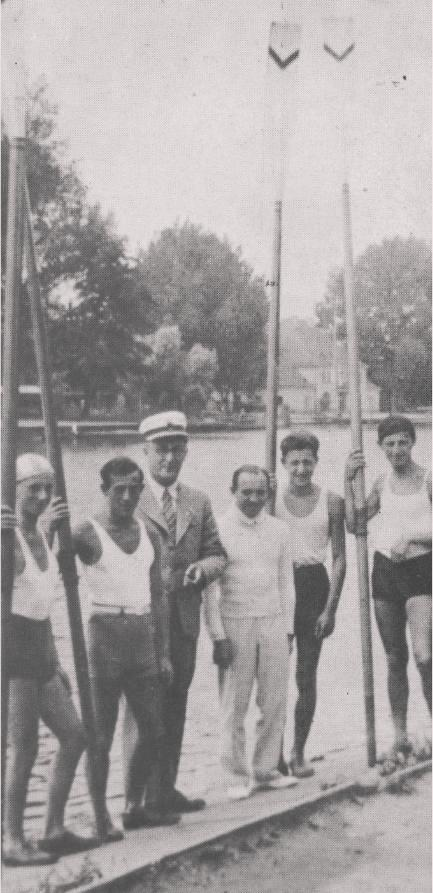
Zawodnicy KW 30 na pomoście

Klub Wioślarski z roku 1930 (używający też nazwy KW 30 Kalisz) – istniejący w latach 1930-1939/46 kaliski klub wioślarski, zrzeszający Żydów.

## Historia
Klub powstał na początku roku 1930 z inicjatywy Bernarda Grauzalca. Początkowa nazwa klubu brzmiała: Żydowskie Towarzystwo Wioślarskie. Dzięki wstawiennictwu krakowskiej Żydowskiej Rady Wychowania Fizycznego, miasto Kalisz podarowało klubowi działkę budowlaną nad brzegiem Prosny. Szybko na działce tej wybudowano przystań wioślarską – uroczyste otwarcie miało miejsce w dniu 22 czerwca 1930 roku. Na przystani znajdowały się czytelnia i pokój do gry w bilarda i tenisa.
Pierwszy zarząd klubu (z prezesem Leonem Dancygierem) podjął starania o przyjęcie do Polskiego Związku Towarzystw Wioślarskich, jednak klub został przyjęty do PZTW dopiero po zmianie nazwy na „Klub Wioślarski z roku 1930”, co miało miejsce w roku 1932.
W pierwszych latach liczba członków rosła bardzo szybko. Po pięciu latach od powstania klub liczył 250 członków, z czego 100 było aktywnymi zawodnikami. W większości byli to ludzie bogaci, opłaty członkowskie były bowiem wysokie. Z opłat zwolnieni byli w całości lub części jedynie młodzi zawodnicy. Klub posiadał siedem wysokiej klasy łodzi wyścigowych i półwyścigowych oraz kilka tuzinów łodzi spacerowych.
KW 30 był centrum życia towarzyskiego żydowskiej gminy w Kaliszu. Jego członkowie zbierali się gromadnie w każdą rocznicę założenia klubu i z okazji regat. Wspólnie obchodzili też Sylwestra oraz żydowskie święto Purim. 
Klub wstąpił do światowego związku Makabi, z zamiarem uczestniczenia w Makabiadzie w 1935 w Palestynie.
Przed II wojną światową klub aktywnie pomagał żydowskim uciekinierom i wysiedlonym z Niemiec. Tuż przed wybuchem wojny, rozdał pieniądze z kasy klubu swoim członkom i zaprzestał działalności. Krótko po wojnie podjęto próbę reaktywacji działalności – ostateczne jej zakończenie nastąpiło jednak w roku 1946.

## Wyniki sportowe
Klub Wioślarski z 1930 roku w rywalizacji sportowej PZTW uczestniczył od roku 1933. W poszczególnych latach uzyskał następujące wyniki w klasyfikacji klubowej (dane według tabel punktacyjnych PZTW za poszczególne lata):
- w 1933 – 26 miejsce[6]
- w 1934 – 18 miejsce[7],
- w 1935 – 24 miejsce[8],
- w 1936 – 22 miejsce[9],
- w 1937 – 36 miejscu[10],
- w 1938 – 31 miejsce[11],
- w roku 1939 w przededniu wojny klub nie uczestniczył w rywalizacji sportowej[12].